# Lagerlöf från Medelpad
Lagerlöf från Medelpad är en av flera svenska och finländska släkter med namnet Lagerlöf.
Bland släktens medlemmar märks professor Henrik Lagerlöf och låtskrivaren Johan Lagerlöf.

## Lagerlöf från Medelpad
- Isak Isaksson, bonde i Oggesta, Selångers socken, Medelpad
  - Henrik Niclas Lagerlöf (1804–1856), gästgivare i Sunnanå, Skellefteå
    - Leonard Lagerlöf (1842–1900), förvaltare vid Långrörs bruk i Sandarne, Gävleborg
      - Henrik Lagerlöf (1872–1966), överste
        - Henrik Lagerlöf (1907–1999), läkare, professor
        - Gösta Lagerlöf (1911–1998), banktjänsteman
          - Måns Lagerlöf (född 1942)
            - Johan Lagerlöf (född 1971), musiker, låtskrivare